# Écaille de l'os occipital
L'écaille de l'os occipital (ou partie squameuse de l'os occipital) est la partie de l'os qui contribue à la constitution de la cavité cérébrale. Elle est située au-dessus et en arrière du foramen magnum. Elle est plate et concave vers le haut.

## Surface externe
La surface externe de l'écaille de l'os occipital est convexe.
Elle présente à mi-chemin entre le sommet de l'os et le foramen magnum une proéminence, la protubérance occipitale externe. A sa base et à l'union des lignes nuchales supérieure droite et gauche, on trouve le point anthropométrique appelé l'inion.
À partir de la protubérance et de chaque côté partent deux lignes courbes, l'une  au-dessus de l'autre. La supérieure, souvent faiblement marquée,la ligne nuchale suprême est la ligne d'attache de l'aponévrose épicrânienne. Celle située dessous est la ligne nuchale supérieure.
La zone de la partie squameuse située au-dessus des deux lignes nuchales les plus hautes, est appelée plan occipital (planum occipitale) et est recouverte par le muscle occipital. Celui d'en bas est appelé plan nucal. Il est rugueux et irrégulier et zone d'insertion de plusieurs muscles.
À partir de la protubérance occipitale externe, une crête souvent légèrement marquée, la crête occipitale externe, descend jusqu'au foramen magnum et permet la fixation du ligament nuchal. A milieu de cette crête et de chaque côté partent les lignes nuchales inférieures.
La ligne nuchale supérieure est l'origine des muscles occipital et trapèze, et zone d'insertion des muscles sterno-cléido-mastoïdien et splénius de la tête. La surface située entre les lignes nucales supérieure et inférieure, s'insèrent les muscles semi-épineux de la tête et  oblique supérieur de la tête.
La ligne nuchale inférieure et la zone située en dessous reçoivent les insertions des muscles grand droit postérieur de la tête et petit droit postérieur de la tête.
Autour de la partie postéro-latérale du foramen magnum et juste à l'extérieur de son bord s'attache la membrane atlanto-occipitale postérieure.

## Surface interne
La face interne de l'écaille de l'os occipital est profondément concave et divisée en quatre fosses par l'éminence cruciforme.
Les deux fosses supérieures sont triangulaires et logent les lobes occipitaux du cerveau.
Les deux fosses inférieures sont quadrilatères et accueillent les hémisphères du cervelet.
Au point d'intersection des quatre branches de l'éminence cruciforme se trouve la protubérance occipitale interne.
La branche supérieure de l'éminence cruciforme s'étend de la protubérance occipitale interne jusqu'à l'angle supérieur de l'os. Sur un de ses côtés (généralement le droit) se trouve une rainure profonde, le sillon du sinus sagittal supérieur, qui loge la partie postérieure du sinus sagittal supérieur. Aux bords de ce sillon, s'attache la faux du cerveau.
La branche inférieure de l'éminence cruciforme est proéminente et porte le nom de crête occipitale interne. Elle bifurque près du foramen magnum. A cet endroit s'attache à la faux du cervelet.
Dans la partie supérieure de la crête occipitale interne, on distingue parfois une petite dépression, la fossette vermienne occupée par une partie du vermis du cervelet.
Les branches transverses comportent, de la protubérance occipitale jusqu'aux angles latéraux de l'os, les sillons du sinus transverse. Ces sillons accueillent les sinus transverses et leurs bords saillants donnent l'attache à la tente du cervelet.
La rainure du côté droit est généralement plus large que celle du côté gauche et est continue avec celle du sinus sagittal supérieur.
L'angle d'union des sinus sagittaux supérieurs et transversaux est nommé confluent des sinus, et sa position est indiquée par une dépression située de part et d'autre de la protubérance.
De façon inconstante, il peut exister deux sillons sur les parties postérieures des bords latéraux du foramen magnum qui s'étendent du foramen jugulaire à la base de la faux du cervelet : les sillons du sinus marginal (ou sillons du sinus occipital postérieur).
Ceux-ci convergent au niveau de la crête occipitale interne pour y former le sillon du sinus occipital.

## Bord
Le bord de l'écaille s'articule avec l'os temporal par deux parties inférieures : les bords mastoïdiens de l’écaille de l'occipital en formant les sutures occipito-mastoïdiennes. Sa partie supérieure s'articule avec les os pariétaux par le bord lambdoïde de l'écaille occipitale en formant la suture lambdoïde.

## Galerie

Crâne humain vu d'en bas. La partie squameuse est représentée en rouge.
Os occipital, face interne. La partie squameuse est représentée en rouge.
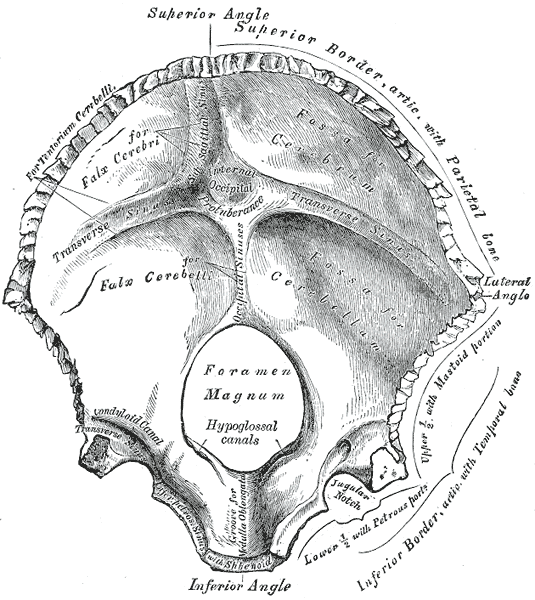
Os occipital, face interne. (La partie squameuse est la moitié supérieure, la partie au-dessus du foramen magnum .)